# Лининка (приток Воложбы)
Лининка (Линенка) — река в России, протекает по Любытинскому району Новгородской области и Бокситогорскому району Ленинградской области. Левый приток Воложбы, бассейн Сяси.

## География
Река вытекает из озера к востоку от деревни Большое Никулино в Любытинском районе Новгородской области. Течёт на север и пересекает границу Ленинградской области. Перед устьем на правом берегу расположена деревня Заполье. Впадает в Воложбу в 56 км от устья последней около деревни Мозолёво-1. Длина реки составляет 22 км, площадь водосборного бассейна — 81,2 км².

## Данные водного реестра
По данным государственного водного реестра России относится к Балтийскому бассейновому округу, водохозяйственный участок реки — Сясь, речной подбассейн реки — Нева и реки бассейна Ладожского озера (без подбассейна Свирь и Волхов, российская часть бассейнов). Относится к речному бассейну реки Нева (включая бассейны рек Онежского и Ладожского озера).
Код объекта в государственном водном реестре — 01040300112102000018129.